# Гонка века (фильм, 2018)
«Гонка века» (англ. The Mercy) — британский биографический драматический фильм режиссёра Джеймса Марша, основанный на реальной истории британского яхтсмена Дональда Кроухёрста, который участвовал в кругосветной гонке за приз «Золотой глобус». В главных ролях: Колин Ферт, Рэйчел Вайс, Дэвид Тьюлис, Кен Стотт и другие. Мировая премьера фильма состоялась 6 февраля 2018 года. В российский прокат картина вышла 22 марта.
Фильм «Гонка века» стал одной из последних работ композитора Йохана Йоханнссона, скончавшегося 9 февраля 2018 года.

## Сюжет
В 1968 году британский бизнесмен и яхтсмен-любитель Дональд Кроухёрст решает принять участие в кругосветной гонке «Золотой глобус», чтобы спасти свою компанию от банкротства и, в свою очередь, осуществить мечту. При поддержке своей жены и детей он отправляется в это путешествие. В пути Дональд сталкивается со многими трудностями одиночного плавания. И проплывая всё дальше по океану, он понимает, что шансов выиграть гонку у него нет. Но желание победить пересиливает всё остальное — Дональд задумывает совершить безумную авантюру.

## В ролях
| Актёр             | Роль              |
| ----------------- | ----------------- |
| Колин Ферт        | Дональд Кроухёрст |
| Рэйчел Вайс       | Клэр Кроухёрст    |
| Дэвид Тьюлис      | Родни Хэллворт    |
| Кен Стотт         | Стэнли Бест       |
| Джонатан Бейли    | Уиллер            |
| Марк Гэтисс       | Рональд Холл      |
| Эндрю Бакан       | Иэн               |
| Анна Маделей      | Сара Милбурн      |
| Гонт Женевьев     | мисс Тинмут       |
| Себастьян Арместо | Нельсон Мессина   |
| Адриан Шиллер     | Эллиот            |
| Тим Дауни         | редактор          |
| Кит Коннор        | Джеймс Кроухёрст  |
| Элинор Стэгг      | Рэйчел Кроухёрст  |
| Сэм Хоар          | мистер Хьюз       |

## Производство

### Разработка
В октябре 2013 было объявлено, что Колин Ферт и Кейт Уинслет сыграют главные роли в грядущей картине, основанной на реальной истории яхтсмена Дональда Кроухёрста (его сыграет Ферт), который смошенничал во время участия в кругосветной гонке «Золотой глобус» в 1968 году, сообщив ложную информацию о своём местоположении. В сообщениях Кроухёрста говорилось о его передвижениях по всему миру, но на самом деле фактически он всё время находился в Атлантическом океане. Скотт З. Бёрнс написал сценарий. 27 января 2015 стало известно, что режиссёром фильма стал Джеймс Марш, а продюсерами — Грэхэм Броадбент, Скотт З. Бёрнс, Питер Чернин, Николя Моверне, Жак Перрен и Кэролайн Хьюит.
31 марта 2015 было объявлено, что вместо Кейт Уинслет роль жены Кроухёрста сыграет Рэйчел Вайс. 20 мая к актёрскому составу присоединились также Дэвид Тьюлис, Кен Стотт и Джонатан Бэйли.

### Съёмки
Съёмки фильма начались 20 мая 2015 года в Великобритании. В июне были сняты сцены в городах Тинмут и Дорсет, а также на побережье Девона. В конце июля съёмки проходили на Мальте.

### Маркетинг
Первый трейлер к фильму вышел 15 ноября 2017 года.

### Выпуск
Первоначально релиз был назначен на 27 октября 2017 года, но в конечном итоге его перенесли на 9 февраля 2018 года.

## Критика
Фильм «Гонка века» получил положительные отзывы критиков. На сайте Rotten Tomatoes рейтинг составляет 73 %, основываясь на 82 рецензиях со средним баллом 6,4 из 10. На сайте Metacritic картина имеет рейтинг 59 из 100 на основе 18 обзоров критиков, что соответствует статусу «в целом положительные отзывы».